# 2746 Hissao
2746 Hissao eller 1979 SJ9 är en asteroid i huvudbältet som upptäcktes den 22 september 1979 av den rysk-sovjetiske astronomen Nikolaj Tjernych vid Krims astrofysiska observatorium på Krim. Den har fått sitt namn efter Hissar Astronomical Observatory i Dusjanbe, Tadzjikistan.
Asteroiden har en diameter på ungefär 5 kilometer och den tillhör asteroidgruppen Flora.